# Кэмерон Линн
Ариан Николь Эндрю (с англ. — «Ариан Николь Эндрю», род. 3 ноября 1987 года) — американская профессиональная рестлерша, выступающая в WWE под сценическим именем Кэмерон. Она впервые появилась в программах WWE, став участницей в шоу Tough Enough в 2011 году.

## Карьера в профессиональном рестлинге

### Tough Enough (2011)
В марте 2011 года Эндрю стала одной из четырнадцати участниц шоу WWE Tough Enough. Она стала первой участницей, выбывшей из шоу.

### Florida Championship Wrestling (2011—2012)
Сразу же после вылета из шоу Tough Enough Эндрю объявила через Twitter, что она подписала контракт с WWE и будет выступать в одном из региональных отделений. 7 июля 2011 году состоялся её дебют в Florida Championship Wrestling, где она выступила в качестве ринг-аннонсера. 9 июля она впервые дебютировала на ринге под именем Кэмерон Линн, приняв участие в королевском бою, в котором также участвовали Одри Мэри, Кайли Тёрнер, Кейтлин, Максин, Ракель Диаз, Соня и Аксана. В матче она стала первой выбывшей участницей.

### Funkadactyls (2012 — наст. время)
9 января 2012 года Линн дебютировала на шоу Raw. Она стала одной из танцовщиц и помощниц (вместе с Наоми) вернувшегося Бродуса Клея. Позже она приняла участие в Рестлмании XXVIII вместе с Наоми и Клеем. 16 декабря 2012 года на шоу TLC она впервые приняла участие в телевизионном матче. Она стала участницей королевского боя «Маленьких помощниц Санты», в котором победу одержала Наоми.
6 февраля на шоу WWE Main Event Funkadactyls вступили в перепалку с Таминой Снукой и Аксаной после того, как те стали уговаривать Бродуса Клея уволить Funkadactyls и нанять их. Это привело к командному бою, в котором сильнее оказались Кэмерон и Наоми.
15 марта на SmackDown Funkadactyls подверглись нападению Близняшек Белла. 27 марта было объявлено, что на Рестлмании 29 состоится смешанный командный бой в котором Funkadactyls и Tons of Funk (Клей и Тенсай) будут противостоять Коди Роудсу, Дэмиену Сэндоу и Близняшкам Белла. Однако этот матч на Рестлмании так и не состоялся, а прошёл следующем вечером на шоу Raw, где Funkadactyls и Tons of Funk одержали победу над своими соперниками.

## В рестлинге
- Завершающие приёмы
  - Springboard bulldog
  - Split-legged leg drop
  - Spike DDT
- Коронные приёмы
  - Sunset flip[12]
  - Back slide[12]
  - Arm drag[12]
  - Wheelbarrow arm drag[13]
  - Corner monkey flip
  - Rope aided twisting hurricanrana
  - Running crossbody
  - Running clothesline
- С Наоми
  - Командные завершающие приёмы
    - Simultaneous Split-legged leg drop

  - Командные коронные приёмы
    - Double suplex[14]
    - Skin the cat от Наоми и baseball slide от Кэмерон
- Музыкальные темы
  - «Hot, Bad & Crazy» (FCW) (2012)
  - «Somebody Call My Momma» от Джима Джонстона (используется, когда она играет роль менеджера Бродуса Клея; 9 января 2012 года.)
  - «#GirlBye» от CFO$ (На данный момент используется при выходе Кэмерон на ринг ; Трек был издан 7 августа 2014 года.)

## Титулы и награды
- Pro Wrestling Illustrated
  - PWI ставит её под №37 в списке 50 лучших женщин-рестлеров 2013 года
- World Wrestling Entertainment
  - Slammy Award 2013 — Лучшая танцовщица (вместе с Наоми)
- Wrestling Observer Newsletter
  - Худший матч года (2013) с Бри Беллой, Евой Мари, Джо Джо, Наоми, Натальей и Никки Беллой против Эй Джей, Аксаны, Алисии Фокс, Кейтлин, Розы Мендес, Саммер Рэй и Тамины Снуки 24 ноября[15]